# Unione Sportiva Castelnuovo Garfagnana
L'Unione Sportiva Castelnuovo Garfagnana Società Cooperativa Sportiva Dilettantistica, semplicemente nota come Castelnuovo, è una società calcistica italiana con sede nella città di Castelnuovo di Garfagnana in provincia di Lucca. Fondata nel 1922, vanta la partecipazione a nove campionati professionistici di C2, a quattro campionati di Serie D e una partecipazione al Torneo di Viareggio. Milita in Eccellenza.

## Storia
Venne fondata nel 1922. Ha toccato i suoi massimi livelli tra il 1999 e il 2008, sotto la gestione del suo storico presidente Mauro Marchini, quando ha disputato per nove stagioni il campionato di Serie C2 dimostrandosi spesso formazione di buona caratura e sfiorando la promozione in Serie C1 al termine del campionato 1999-2000, quando perse la semifinale play-off contro il Prato e del campionato 2002-2003, quando perse la semifinale dei play-off contro il Gubbio.
Il 13 Novembre 2007 Roberto Girotti, imprenditore modenese, rilevò la società da Marchini. I due daranno poi seguito ad una lunga querelle, con il primo che accusava il secondo di aver falsificato i bilanci. La squadra chiuse la stagione 2007-2008 al 15º posto, con 4 punti di penalizzazione, ottenendo un'eroica ma inutile salvezza dopo i play-out ai danni del Rovigo: a fine stagione il debito accumulato ammontava a circa 1.200.000 €, Girotti decise di non risanare i debiti e di non iscrivere la squadra alla Lega Pro Seconda Divisione 2008-2009 tra l'incredulità dei propri tifosi.

Va segnalata anche la prima e unica partecipazione della società garfagnina al Torneo di Viareggio 2008, dove chiude al terzo posto nel Girone 10.

Una formazione del Castelnuovo nella stagione 1999-2000, al debutto tra i professionisti nel campionato di Serie C2.

In data 12 Agosto 2008 venne fondata l' A.S.D. Real Castelnuovo, guidata da imprenditori locali, che venne ammessa in Eccellenza Toscana e che aveva come obiettivo quello di conquistare la salvezza. Al termine della fase regolamentare del campionato la squadra si classifica al sedicesimo posto ma perde il doppio scontro play-out contro la Fortis Lucchese, retrocedendo nel campionato di Promozione. Intanto, con sentenza N°. 17/09 del 3 Febbraio 2009, il Presidente Federale della Federazione Italiana Giuoco Calcio prendeva atto del fallimento dell' U.S. Castelnuovo Garfagnana S.r.l. e ne revocava l'affiliazione alla federazione, deferendo inoltre l'ex patron Girotti.

### Anni duemiladieci
Nella stagione 2009-2010 la squadra gialloblù, guidata dall'allenatore Roberto Fanani e dal direttore sportivo Franco Pedreschi, sotto la presidenza di Pier Giorgio Magnani e Guido Guidi, vince nettamente il girone A della Promozione Toscana, per un rapido ritorno in Eccellenza.
La squadra, sempre alla guida di mister Fanani, parte discretamente ma poi, causa molteplici infortuni, perde posizioni fino alla decisione della società di cambiare la guida tecnica, chiamando Oliviero Di Stefano. I risultati non gli danno ragione e il Real finisce, dopo la sconfitta subita nell'ultima giornata a Pescia, ai play-out. Contro il Santa Maria a Monte arrivano due sconfitte e il Real (che dopo la gara di andata aveva richiamato mister Fanani) retrocede in Promozione.
I garfagnini concludono la stagione 2011-2012 del girone A di Promozione Toscana in quinta posizione, qualificandosi così per i play-off dove vengono però sconfitti dal Seravezza. Con assemblea in data 2 Giugno 2012, la società cambia denominazione in U.S.D. Castelnuovo Garfagnana, dopo l’acquisizione del titolo sportivo della fallita U.S. Castelnuovo S.r.l.
Nella stagione 2012-2013 arriva prima nel girone A e conquista la promozione nel campionato di Eccellenza Toscana. Al ritorno del Castelnuovo in Eccellenza il nuovo mister è Walter Vangioni. La squadra conclude il campionato al terzo posto, che vale l'ammissione ai play-off per la promozione in Serie D. In semifinale batte la Larcianese per 2-1, ma perde la finale con il Pietrasanta Marina per 5-1. 
Dal 03/07/2014 cambia denominazione in U.S. Castelnuovo Garfagnana Società Cooperativa Sportiva Dilettantistica. Nella stagione 2014-2015 la squadra si piazza al 14º posto trovandosi a dover disputare i play-out per non retrocedere in Promozione. Il 3 maggio incontra il Castelfiorentino con cui perde 3-1.
Dopo una stagione anonima in Promozione (che ha visto l'alternarsi nelle vesti di allenatore di Walter Vangioni e Alberto Francesconi), al termine della stagione 2016-2017 (con in panchina la bandiera gialloblù Edoardo Micchi) ottiene il ripescaggio in Eccellenza, facendo ritorno nel massimo torneo regionale dopo due anni. Nella stagione 2017-2018 incomincia con sempre in panchina Edoardo Micchi ma a metà stagione lascia la squadra e al suo posto va per qualche partita Daniele Compagnone (allenatore della juniores regionale) prima dell’arrivo di Fabrizio Tazzioli. La squadra centra la salvezza. La stagione 2018-2019 Tazzioli non sarà l’allenatore del Castelnuovo, al suo posto va Riccardo Contadini. La stagione sotto la guida di Contadini si rivela molto positiva concludendo al 7º posto, raggiungendo con largo anticipo la salvezza e sfiorando di un soffio i playoff. Per la stagione seguente il nuovo allenatore è Alfredo Cardella che aveva appena concluso all’annata con la salvezza nel Vorno. La squadra viene rivoluzionata e soprattutto ringiovanita.

### Anni duemilaventi
La stagione 2019-2020 inizia molto male per il Castelnuovo che si ritrova al penultimo posto della classifica, questo costringe a un cambiamento della guida tecnica. Il 1º gennaio 2020 Alfredo Cardella viene esonerato e la panchina viene affidata a Michele Biggeri. Nonostante ciò, la squadra chiude in penultima posizione con 18 punti conquistati ma si salva dato che viene relegata solo la squadra in ultima posizione. 
La stagione 2020-2021 si apre con un pareggio 1-1 in casa del Camaiore e una vittoria per 1-0 al Nardini contro la Pontremolese, risultati che collocano la compagine garfagnina al 4º posto prima della sospensione del campionato in data 25 Ottobre a causa dell'aggravarsi della pandemia di Covid-19. Nel marzo 2021, viene decisa la cancellazione dei risultati acquisiti e viene deciso un nuovo inizio con le societa' che aderiscono in modo volontario al nuovo formato.
Nella stagione 2021-2022 arriva la retrocessione in Promozione, con la squadra che chiude al 10º la stagione regolare ma che perde la poule salvezza nel girone a tre con Castelfiorentino e Baldaccio Bruni. 
Per la stagione 2022-2023, al posto di Biggeri arriva Andrea Cipolli. La squadra chiude al 5º posto con 40 punti. In questa stagione si ripropone inoltre, per la prima volta dal 1964, lo storico derby contro i vicini del Pieve Fosciana.
Il campionato 2023-2024 vede il Castelnuovo ottenere 48 punti, utili a piazzarsi all'11º posto.
Nella stagione 2024-25, il Castelnuovo torna in Eccellenza grazie alla fusione con il River Pieve, che nella stagione precedente arriva quinto, mantenendo il nome attuale e acquisendone la categoria. Assume la carica di presidente Alessandro Vichi, già presidente della Lucchese dal 2021 al 2023. Viene ingaggiato come allenatore Andrea Gatti, il quale viene poi sollevato dall'incarico a Novembre e viene sostituito dal rientrante Walter Vangioni

## Colori e simboli
I colori sociali sono giallo e blu e il simbolo è il leone.

## Strutture[16]

### Stadio Alessio Nardini
Lo stadio in cui il la prima squadra e la Juniores si allenano e giocano le loro partite casalinghe è lo stadio Alessio Nardini. Inaugurato nel 1999, lo stadio ha una capienza di 1.800 posti. È composto da una tribuna centrale e una tribuna ospiti. Il suo manto è in erba sintetica. Le lunghezze sono 105 per 65 metri. 
All'interno della struttura è presente una pista di atletica a sei corsie.

### Stadio Carlo Panelli
Conosciuto semplicemente come "Comunale" sino al 1999 e come "Comunale Vecchio" sino al 2024, il Castelnuovo vi disputava le sue partite casalinghe prima della costruzione dell'Alessio Nardini ed è oggi utilizzato per gli allenamenti e le partite dalle squadre giovanili.

### Campo sportivo di Torrite
Campo a dimensioni ridotte sito nella frazione di Torrite, dove si svolgono gli allenamenti e le partite delle squadre su campi ridotti.

### Palestra Scuole "Vecchiacchi" e Palazzetto dello Sport di Castelnuovo
Vi si svolgono gli allenamenti del C.A.S.

## Società

### Organigramma societario
Di seguito l'organigramma societario.
- Alessandro Vichi - Presidente
- Alessandro Tamagnini - Vicepresidente
- Emanuele Vichi - Direttore generale
- Diego Pioli - Dirigente

Area sportiva
- Antonio Nelli - Direttore sportivo
- Eupremio Carruezzo - Responsabile tecnico
- Andrea Venturi - Responsabile settore giovanile
- Diego Friz - Responsabile scuola calcio
- Alessandro Moriconi - Team manager

## Palmarès

### Competizioni nazionali
- Campionato Nazionale Dilettanti: 1

1998-1999 (girone F)

### Competizioni regionali
- Promozione: 2

2009-2010 (girone A), 2012-2013 (girone A)

## Tifoseria
A Castelnuovo durante gli anni della C2 esistevano alcuni gruppi ultras. Il più importante di chiamava “Fedelissimi K2”. Tra le tifoserie incontrate nel corso di quegli anni sono molte degne di rispetto: prime tra tutte quella del Latina, la Massese dove si ricordano soprattutto gli scontri avvenuti al comunale; il Grosseto, roba da categorie superiori; l'Imperia ai play-off con i suoi spettacolari Samurai. Le rivalità principali sono quelle con la Massese e il Viareggio anche se ora sono quasi inesistenti. Un'altra rivalità che si è creata in questi anni è quella con il Ghiviborgo. Tuttora a Castelnuovo non esiste un tifo organizzato.